# Raciîn, Dubno
Raciîn (în ucraineană Рачин) este o comună în raionul Dubno, regiunea Rivne, Ucraina, formată numai din satul de reședință.

## Demografie
Componența lingvistică a comunei Raciîn
     Ucraineană (99,78%)
     Alte limbi (0,23%)
Conform recensământului din 2001, majoritatea populației comunei Raciîn era vorbitoare de ucraineană (99,78%), existând în minoritate și vorbitori de alte limbi.